# Van Partible
Efrem Giovanni Bravo Partible(Manila, Filipinas, 13 de diciembre de 1971), conocido por su seudónimo Van Partible, es un caricaturista, animador, guionista, productor de televisión y escritor estadounidense de origen filipino, reconocido por ser el creador de la serie de dibujos animados Johnny Bravo. 

## Biografía
Efrem Giovanni Bravo Partible nació en Manila, Filipinas el 13 de diciembre de 1971 y creció con una pasión ávida por el dibujo. Aunque durante toda su infancia y adolescencia se dedicó a copiar dibujos de sus colecciones de comic books, fue recién después de ingresar en la Universidad Loyola Marymount cuando decidió dedicarse a la animación de manera profesional.
En la universidad, comenzó a trabajar en un proyecto de tesis titulado Mess O' Blues (1993). Al principio, se trataba de una película sobre tres imitadores de Elvis Presley, pero el poco tiempo que tenía para producir la caricatura lo redujo a solo un personaje principal.
Después de graduarse, en 1993, Partible tenía veintidós años de edad y no poseía la experiencia que requerían los estudios de animación, por lo que durante un tiempo trabajó en un programa de cuidado de niños en una escuela primaria local.
El profesor de animación de Partible, Dan McLaughlin, le mostró Mess O' Blues a un amigo que trabajaba para Hanna-Barbera. A los representantes del estudio les encantó el corto y le pidieron a Partible que creara una caricatura de siete minutos de duración basada en él, la cual se convertiría en Johnny Bravo.

### Johnny Bravo
El corto fue producido para un nuevo segmento de caricaturas de Cartoon Network, llamado World Premiere Toons. También conocida como What a Cartoon! Show o Cartoon Cartoons, las caricaturas de la serie (tres en un episodio de media hora) tenían una estructura similar a las de las clásicas, ya que cada episodio se basaba en una historia original escrita e ilustrada por su creador. 
Al principio, Partible compartió habitación con Craig McCracken (el creador de The Powerpuff Girls), Paul Rudish (ilustrador de la serie) y Genndy Tartakovsky (el creador de El laboratorio de Dexter). Los únicos dos caricaturistas recientemente graduados de la universidad eran Partible y Seth MacFarlane (creador de Family Guy, American Dad! y The Cleveland Show).
Partible modificó su personaje de Mess O’ Blues para que "se pareciera a James Dean, pero hablara como Elvis". Eligió al actor de voz Jeff Bennett para que interpretara a Johnny Bravo basándose solo en su impresión joven y exagerada de Elvis.
El primer corto de Johnny Bravo se estrenó el 26 de marzo de 1995 en World Premiere Toons. En él, Johnny trata de conquistar a una guardiana de un zoológico capturando un gorila fugitivo.   
Partible, con un pequeño equipo de animadores, realizó la animación del corto en Hanna-Barbera utilizando la técnica de tinta y pintura digital; en los cortos posteriores y durante las primeras tres temporadas de la serie, usaría los métodos tradicionales.
En el mismo episodio se incluyeron dos cortos más, titulados Jungle Boy in "Mr. Monkeyman" y  Johnny Bravo and the Amazon Women, y el programa se volvió tan popular que Cartoon Network comisionó una primera temporada de la serie, conformada por trece episodios.  
El equipo de la primera temporada de Johnny Bravo consistió en varios guionistas, animadores y directores de World Premiere Toons, entre los que se encontraban los ya mencionados MacFarlane y Hartman, Steve Marmel y John McIntyre. El caricaturista veterano y leyenda de la animación Joseph Barbera también trabajó como consultor creativo durante la primera temporada de la serie.
Esta se estrenó el 7 de julio de 1997 y le siguieron tres temporadas. Partible se retiró al final de la primera temporada, por lo que no estuvo presente durante la segunda y la tercera por razones desconocidas; regresó para producir el especial "A Johnny Bravo Christmas" y la cuarta temporada.

### Otros proyectos
Ha producido material original para Film Roman, Walt Disney Television Animation, Fox Kids y para la serie de NBC Medium. 
Partible reside en Salinas, California, imparte talleres de animación en la Universidad Loyola Marymount y trabaja como director en Surfer Jack Productions, productora de la serie de Amazon Pete the Cat.